# 班冈
班冈（法語：Bainghen，法語發音：[bɛ̃ɡɑ̃]）是法国上法蘭西大區加来海峡省的一个市镇，属于滨海布洛涅区。

## 地理
班冈（50°45'6"N, 1°54'25"E）面积6.69 平方千米，位于法国上法蘭西大區加来海峡省，该省份为法国北部沿海省份，西北濒北海，南至索姆省，东临北部省。
与班冈接壤的市镇（或旧市镇、城区）包括：奥坎冈、隆格维尔、纳布兰冈、叙尔克、埃尔班冈。

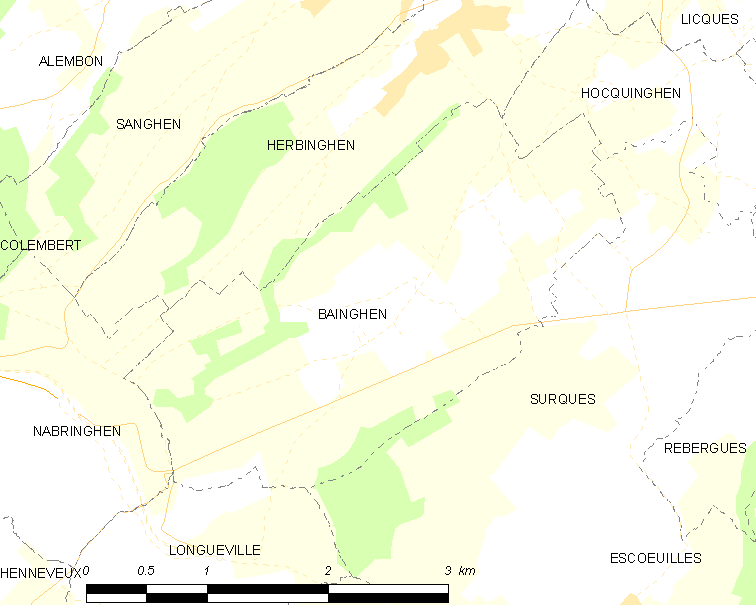
班冈的OSM定位图

班冈的时区为UTC+01:00、UTC+02:00（夏令时）。

## 行政
班冈的邮政编码为62850，INSEE市镇编码为62076。

## 政治
班冈所属的省级选区为加来第二县。

## 人口

1962-2008年间班冈人口变化图示

班冈于2022年1月1日时的人口数量为214人。